# Hank Marvin
Brian Robson Rankin, más conocido como Hank Marvin (Newcastle, Inglaterra, 28 de octubre de 1941) es un músico inglés multinstrumentista, vocalista y compositor. Es más bien conocido por ser el guitarrista principal de la banda The Shadows, grupo de Rock que se centraba en música instrumental. Muchos guitarristas de Rock han citado a Marvin como una de sus primeras influencias.

## Nacimiento y juventud
Hank Marvin nació en Newcastle, Tyne, Inglaterra. De niño tocaba banjo y piano. Luego de escuchar a Buddy Holly, el pequeño Marvin se decidió por aprender a tocar guitarra.
Marvin escogió su nombre artístico al momento de iniciar su carrera. Su apodo ''Hank'' proviene de un sobrenombre que le pusieron en su infancia, aunque sus amigos le llamaban Brian. ''Marvin'' proviene del cantante de rockabilly, Marvin Rainwater.
A la edad de 16 años, Marvin y su amigo de preparatoria, Bruce Welch, conocieron a Johnny Foster, el mánager de Cliff Richard en un bar del Soho londinense. Foster estaba buscando un guitarrista para una gira de Cliff Richard por el Reino Unido,y estaba considerando a Tony Sheridan. No obstante, le ofreció el puesto a Marvin. Marvin se unió a The Drifters, conocidos como "el grupo de Cliff Richard".
Marvin conoció a Richard en una tienda llamada Soho Tailor's, donde Richard estaba probándose una chaqueta de color rosa. The Drifters tuvieron su primer ensayo con Richard en la casa de su familia.

## Con The Shadows
El grupo de acompañamiento de Richard cambió su nombre de The Drifters a The Shadows para evitar confusiones con el grupo vocal estadounidense del mismo nombre, y en 1960 comenzaron a grabar sus propios discos con temas instrumentales. El primero de ellos fue «Apache», que llegó al número 1 de las listas británicas en julio de ese año.
Hank Marvin conseguía su original sonido de guitarra haciendo sonar su Stratocaster a través de amplificadores Vox, tanto AC15 como AC30 y un efecto de eco para guitarra. Los modelos de este último han sido, sucesivamente, un Meazzi Echomatic, un Meazzi Vox, un Binson Echorec, un Roland RE-301 Space Echo y un Alesis Quadraverb Q20. En la actualidad utiliza un TVS3.
Entre 1958 y 1968, fecha de su primera disolución, el grupo registró otros cuatro números uno: «Kon Tiki»(1961), «Wonderful Land»(1962), «Dance On»(1962), y «Foot Tapper»(1963). Después de 1968, el grupo se ha reunido de forma intermitente e intervino, entre otras actuaciones, en la edición de 1975 del Festival de Eurovisión —donde quedaron segundos—, y en la grabación de la banda sonora de la película The Deer Hunter (El Cazador, 1979), de Michael Cimino.

## Carrera en solitario
En 1969 publicó un primer álbum en solitario, Hank Marvin, cuyo primer sencillo «Goodnight Dick» y otros dos posteriores tuvieron una discreta acogida comercial. Marvin se centró entonces en un proyecto musical con Bruce Welch y el cantante australiano John Farrar, el trío vocal Marvin, Welch & Farrar con los que grabó dos álbumes, y un tercero ya sin Welch. Una vez reunidos The Shadows nuevamente en 1973, Marvin compaginó su estancia en el grupo con las grabaciones en solitario, que retomó en 1977 con el álbum The Hank Marvin Guitar Syndicate.
A partir de entonces ha alternado la edición de sus álbumes, dentro y fuera de The Shadows, con, especialmente, intervenciones en los de otros artistas con los que también ha colaborado en actuaciones en directo. Así ha hecho con algunos componentes de The Beatles, como George Harrison o Paul McCartney —de quien es amigo personal desde los tiempos en que tanto Shadows como Beatles compartían estudio de grabación en Abbey Road. En 1988 colaboró en el álbum Revolutions del teclista y compositor francés Jean-Michel Jarre, interpretando la guitarra en el tema «London Kid» en las sesiones de estudio y en la gira posterior de Jarre, en la que actuaría ante más de 200.000 personas durante dos conciertos en los Muelles Victoria de Londres, los días 8 y 9 de octubre de 1988.

## Vida privada
Hank Marvin es testigo de Jehová converso. Estuvo casado con Beryl King desde 1960 hasta su divorcio en 1968, y tuvo con ella cuatro hijos (uno de ellos, Dean, fallecido en 1997). Y más tarde con Louise Martha Halfman, que falleció en febrero de 1998, con la que tuvo otros tres: Paul Michael Rankin, James Brian Rankin y Louise Camil Rankin.[cita requerida] Ahora, vive solo con su hija Louise. Hank Marvin y el resto de su familia son vegetarianos.
Marvin es un reconocido fan de The Beatles y afamado coleccionista de todo lo relacionado con el grupo. En 1970 presenció una de las sesiones de grabación del álbum Let It Be. Además, es dueño de 10 de las canciones del catálogo de Cliff Richard y tiene su propia compañía discográfica, Brillant Brain.

## Legado
Hank B. Marvin es, incuestionablemente, una de las principales influencias de gran cantidad de guitarristas de pop y de rock a lo largo de las últimas décadas. Al tratarse de uno de los primeros que alcanzaron notoriedad, han sido muchos los intérpretes de ese instrumento que dieron sus primeros pasos en la música tratando de imitar su peculiar sonido. Junto a Mark Knopfler o Pete Townshend, otros solistas como Jeff Beck, Ritchie Blackmore o Tony Iommi comenzaron sus carreras imitando a The Shadows. A pesar de que el grupo nunca fue muy conocido en los Estados Unidos, Frank Zappa lo cita como principal influencia de su primer álbum Mothers of Invention; y Carlos Santana usaba el apodo de «Apache» en sus primeros años porque ésta era una de las primeras canciones que había aprendido a tocar.